# 오카지마 히로지
오카지마 히로지(일본어: 岡嶋 博治, 1935년 5월 5일 ~ )는 일본의 전 프로 야구 선수이자 야구 지도자이다. 교토부 교토시 출신이며 현역 시절 포지션은 내야수였다.

## 인물

### 프로 입문 전·프로 야구 선수 시절
후시미 고등학교 시절 좌완 에이스인 오타 다케시를 거느리고 유격수로서 1953년 춘계 선발 야구 대회(제25회 선발 고등학교 야구 대회)에 출전했다. 팀은 준결승까지 진출했지만 가타오카 히로오 등이 소속된 나미쇼 고등학교에게 패했다. 그해 여름에는 교토부 예선 결승에서 니시마이즈루 고등학교에게 완봉패를 당했다.
졸업 후 리쓰메이칸 대학에 진학했지만 1954년 7월에 대학을 중퇴하고 주니치 드래곤스에 입단했다. 1956년에 마키노 시게루를 대신하여 주전 유격수 자리를 차지했고 이듬해에는 수비 위치를 3루수로 변경하면서 규정 타석(17위, 타율 0.242)을 채웠다. 1958년부터 1959년까지 2년 연속 센트럴 리그 도루왕을 석권했지만 1959년 당시 일본 프로 야구 기록에 해당된 25개의 도루사를 기록했다. 그 후에도 주전으로 기용됐지만 1961년 고노 아키테루와의 맞트레이드로 한큐 브레이브스에 이적했다.
한큐에서도 유격수, 3루수로서 활약했지만 1964년에는 야마구치 후지오의 급성장으로 인해 출전 기회가 줄어들었고 1965년 시즌 중인 7월에 고쿠테쓰 스왈로스(1965년 시즌 중간부터 산케이 스왈로스, 1966년부터 산케이 아톰스)에 이적했다. 스기모토 기미타카, 니시오카 세이키치를 대체할 2루수로 기용됐다. 1967년에는 도에이 플라이어스로 이적하여 그 해를 마지막으로 14년간의 현역 생활을 은퇴했다.
타율은 낮지만 현역 시절 통산 220개의 도루를 기록할 정도의 빠른 발과 매년 안타에 버금갈 정도의 볼넷이 많은 점에서 주로 찬스 메이커 역할을 맡았다. 그리고 한 이닝 3도루라는 일본 기록(1961년 9월 7일) 보유자이기도 하다.

### 그 후
1968년부터 1971년까지 산케이 아톰스·아톰스·야쿠르트 아톰스의 1군 코치를 거쳐 스리 본드, 야오한 재팬, 아베 기업 등의 사회인 야구팀 감독을 역임했다. 특히 스리 본드와 야오한 재팬에선 팀을 도시 대항 야구 대회의 출전으로 이끌었고 시미즈 요시유키, 오키 야스시, 오니시 다카유키, 오카모토 신야 등을 배출했다.

## 상세 정보

### 출신 학교
- 교토 시립 후시미 고등학교
- 리쓰메이칸 대학(중퇴)

### 선수 경력
- 주니치 드래곤스(1954년 ~ 1960년)
- 한큐 브레이브스(1961년 ~ 1965년)
- 고쿠테쓰 스왈로스·산케이 스왈로스·산케이 아톰스(1965년 ~ 1966년)
- 도에이 플라이어스(1967년)

### 지도자 경력
- 산케이 아톰스·아톰스·야쿠르트 아톰스 1군 코치(1968년 ~ 1971년)
- 스리 본드 감독
- 아마기 베이스볼 클럽·야오한 재팬 감독
- 아베 기업 감독

### 수상·타이틀 경력
- 도루왕 : 2회(1958년, 1959년)

### 개인 기록
- 통산 1000경기 출장 : 1963년 6월 22일 ※역대 80번째
- 올스타전 출장 : 1회(1957년)

### 등번호
- 12(1954년 ~ 1965년 시즌 도중)
- 2(1965년 시즌 도중 ~ 1966년)
- 5(1967년)
- 54(1968년 ~ 1970년)
- 62(1971년)

### 등록명
- 岡嶋 博治(おかじま ひろじ 오카지마 히로지[*], 1954년 ~ 1970년)
- 岡嶋 秀典(おかじま ひでのり 오카지마 히데노리[*], 1971년)

### 연도별 타격 성적
| 연 도       | 소 속       | 경 기 | 타 석 | 타 수 | 득 점 | 안 타 | 2 루 타 | 3 루 타 | 홈 런 | 루 타 | 타 점 | 도 루 | 도 루 자 | 희 생 번 | 희 생 플 | 볼 넷 | 고 4 | 사 구 | 삼 진 | 병 살 타 | 타 율 | 출 루 율 | 장 타 율 | O P S |
| ----------- | ----------- | ----- | ----- | ----- | ----- | ----- | ------- | ------- | ----- | ----- | ----- | ----- | -------- | -------- | -------- | ----- | ---- | ----- | ----- | -------- | ----- | -------- | -------- | ----- |
| 1954년      | 주니치      | 21    | 31    | 26    | 6     | 6     | 2       | 2       | 0     | 12    | 4     | 4     | 0        | 0        | 0        | 5     | --   | 0     | 5     | 0        | .231  | .355     | .462     | .816  |
| 1955년      | 주니치      | 70    | 181   | 154   | 18    | 34    | 5       | 1       | 3     | 50    | 10    | 4     | 2        | 10       | 0        | 17    | 0    | 0     | 26    | 4        | .221  | .298     | .325     | .623  |
| 1956년      | 주니치      | 113   | 358   | 300   | 39    | 74    | 18      | 4       | 6     | 118   | 23    | 9     | 6        | 11       | 2        | 44    | 0    | 1     | 35    | 4        | .247  | .345     | .393     | .738  |
| 1957년      | 주니치      | 129   | 553   | 458   | 71    | 111   | 21      | 5       | 15    | 187   | 52    | 15    | 21       | 21       | 1        | 69    | 0    | 4     | 70    | 8        | .242  | .347     | .408     | .755  |
| 1958년      | 주니치      | 130   | 571   | 480   | 86    | 129   | 28      | 3       | 16    | 211   | 40    | 47    | 23       | 2        | 2        | 84    | 0    | 3     | 74    | 1        | .269  | .381     | .440     | .821  |
| 1959년      | 주니치      | 128   | 546   | 452   | 72    | 110   | 17      | 2       | 12    | 167   | 31    | 41    | 25       | 7        | 2        | 79    | 0    | 6     | 96    | 7        | .243  | .363     | .369     | .733  |
| 1960년      | 주니치      | 116   | 351   | 287   | 44    | 58    | 13      | 4       | 7     | 100   | 30    | 30    | 9        | 2        | 2        | 55    | 1    | 5     | 73    | 2        | .202  | .340     | .348     | .688  |
| 1961년      | 한큐        | 110   | 380   | 329   | 32    | 78    | 15      | 0       | 6     | 111   | 33    | 21    | 17       | 5        | 3        | 37    | 0    | 6     | 60    | 4        | .237  | .325     | .337     | .663  |
| 1962년      | 한큐        | 131   | 549   | 474   | 77    | 128   | 38      | 4       | 9     | 201   | 53    | 21    | 19       | 5        | 1        | 64    | 0    | 5     | 73    | 2        | .270  | .363     | .424     | .787  |
| 1963년      | 한큐        | 136   | 559   | 485   | 58    | 120   | 22      | 2       | 5     | 161   | 35    | 13    | 10       | 1        | 1        | 63    | 1    | 9     | 73    | 8        | .247  | .345     | .332     | .677  |
| 1964년      | 한큐        | 93    | 220   | 198   | 20    | 41    | 5       | 0       | 3     | 55    | 13    | 2     | 1        | 1        | 0        | 19    | 0    | 2     | 20    | 2        | .207  | .283     | .278     | .561  |
| 1965년      | 한큐        | 5     | 7     | 6     | 0     | 0     | 0       | 0       | 0     | 0     | 0     | 0     | 0        | 0        | 0        | 1     | 0    | 0     | 2     | 0        | .000  | .143     | .000     | .143  |
| 1965년      | 산케이      | 77    | 301   | 276   | 22    | 60    | 7       | 0       | 2     | 73    | 12    | 5     | 4        | 1        | 0        | 22    | 0    | 2     | 32    | 7        | .217  | .280     | .264     | .544  |
| '65 소계    | 산케이      | 82    | 308   | 282   | 22    | 60    | 7       | 0       | 2     | 73    | 12    | 5     | 4        | 1        | 0        | 23    | 0    | 2     | 34    | 7        | .213  | .277     | .259     | .536  |
| 1966년      | 산케이      | 112   | 315   | 280   | 24    | 58    | 8       | 0       | 5     | 81    | 21    | 5     | 2        | 8        | 1        | 22    | 2    | 4     | 33    | 5        | .207  | .275     | .289     | .564  |
| 1967년      | 도에이      | 79    | 191   | 153   | 22    | 35    | 7       | 1       | 0     | 44    | 8     | 3     | 1        | 8        | 1        | 27    | 0    | 2     | 18    | 2        | .229  | .352     | .288     | .639  |
| 통산 : 14년 | 통산 : 14년 | 1450  | 5113  | 4358  | 591   | 1042  | 206     | 28      | 89    | 1571  | 365   | 220   | 140      | 82       | 16       | 608   | 4    | 49    | 690   | 56       | .239  | .339     | .360     | .699  |

- 굵은 글씨는 시즌 최고 성적.